# 萬紫千紅
《萬紫千紅》，是广东电视台1981年至1995年间制作的一档电视综合文艺节目，是中国内地第一档固定时段的电视综艺节目，被视为中国内地综艺节目的始祖之一。

## 历史
1979年，广东电视台决定仿效香港无线电视的《欢乐今宵》，办一档广东本土的同类节目，在节目名称征集中，广东省广播事业局副局长杨凡的“万紫千红”获得一致通过，获得“创意费”8元的奖励。
1981年1月1日，“综合性的杂志式文艺节目”《万紫千红》正式开播，首次拍摄地点为中山长江乐园，内容包括歌唱、舞蹈、杂技、喜剧小品、相声、旅游风光、游戏等，节目安排在周日晚首播，每两个星期播出一期。1983年，广东电视台成立综艺组，专门负责《万紫千红》的运作。1985年，综艺组到香港无线电视学习后，对节目进行改革，节目改为一周两期，一期保留原先形式，长度约为45分钟，另一期则为90分钟的现场直播晚会，口号为“月月下珠江，周周有晚会”。
《万紫千红》在1980年代中后期达到高峰，影响力覆盖广东省及周边的广西、江西、福建、湖南等省份。上海电视台以《万紫千红》为蓝本，推出沪上首档综艺节目《大世界》《大舞台》。杨钰莹、毛宁、林依轮、费翔等曾在广州发展的歌手，当时几乎都登上过《万紫千红》。《万紫千红》还举办了一系列的比赛，如省港杯歌唱大赛、乡村歌手大赛、全能歌手大赛、校园歌曲大赛、力士新星大赛、公关小姐大赛、空中小姐大赛等。1986年举办的首届《家庭音乐大赛》，省内收视率一度高达95%。同时，《万紫千红》又与香港亚洲电视合办《省港凤城闹元宵》，与香港无线电视合办《羊城贺岁万家欢十周年庆典》。《万紫千红》更是中国内地首个制作播出音乐录像带的电视平台。唐彪、安李、汤莉、廖百威、黄俊英、卢海潮、杨达、何宝文、李丹红、陈玲玉、梁玉嵘等一批明星通过该节目为观众熟知，《万紫千红》因此被誉为“广东的造星摇篮”。
1990年代后，《万紫千红》因缺乏新意而收视下滑。1995年，播放了一千多期的《万紫千红》宣布停播。1996年4月，《万紫千红》并入广东电视岭南台（今广东卫视）播出的普通话综艺节目《共度好时光》。

## 主持人
- 谭国治
- 樊玉婵
- 黄婉玲
- 钟新宁
- 王怡斐
- 陈旭然
- 陈维聪
- 任永全
- 邹庆红

## 导演
- 林志刚